# Lendenfeldia dendyi
Lendenfeldia dendyi är en svampdjursart som först beskrevs av Lendenfeld 1889.  Lendenfeldia dendyi ingår i släktet Lendenfeldia och familjen Thorectidae. Inga underarter finns listade i Catalogue of Life.